# Claudia Cassani
Claudia Cassani (Milano, 13 aprile 1974) è una conduttrice radiofonica italiana, voce ufficiale di Radio Deejay dal 1998.

## Biografia
Dopo aver lavorato fin da adolescente in diverse radio locali del nord Italia e aver studiato recitazione teatrale presso la scuola Quelli di Grock, ha avviato la sua carriera radiofonica conducendo trasmissioni in diverse emittenti locali come Radio Kelly Milano, Radio Delta o Radio Number One.
Nel 1998 ha iniziato a collaborare con Radio Deejay, per la quale ha condotto tra fine anni novanta e i primi duemila trasmissioni come 2000 meno, Ultra Deejay, Mixing 4 You e Megajay, quest'ultimo in coppia con Ilario.
Ha lavorato per GAY.tv come conduttrice televisiva nella stagione 2005/2006, presentando la trasmissione Happy Hour, mentre negli anni a seguire è stata voce fuori campo per altre trasmissioni di Rai 2: Artù, Quelli che il calcio, Scalo 76, Italia allo specchio, Pomeriggio sul 2 e L'Italia sul 2. Ha inoltre collaborato con All Music per Mono, con Mya per Mya Mag, con Rai 5 per Memo e con Rai 3 per L'erba dei vicini.
Divenuta nel frattempo voce ufficiale di Radio Deejay e del canale televisivo Nickjunior, dal 2010 al 2015 ha condotto Deejay Summertime, collaborando poi con Albertino dal 2014 nella trasmissione di SKY Uno TOP DJ (come voce narrante) e in Albertino Everyday, conducendo nella primavera dello stesso anno la classifica ufficiale di Radio Deejay, la 50 Songs. Nello stesso periodo ha collaborato con Aldo Rock alla realizzazione del programma di radioracconti The Book Is on the Radio.

## Doppiaggio

### Videogiochi
- Gabriela Morales in Just Cause 4[2]